# Бригам Янґ
Бригам Янґ (англ. Brigham Young; 1 червня 1801, Віттінґем, штат Вермонт, США — 29 серпня 1877, Солт-Лейк-Сіті, штат Юта, США) — американський релігійний діяч, другий президент Церкви Ісуса Христа Святих останніх днів (1844 —1877), організатор переселення мормонів у район Великого Солоного озера й будівництва Солт-Лейк-Сіті.

## Дитинство і юність
Бригам Янґ був дев'ятим з одинадцяти дітей Джона й Ебіґейл Гау Янґів. Дитинство Бригама Янґа пройшло в центральній частині штату Нью-Йорк серед густих лісів. Батьки були бідні.
|  | У нас ніколи не було можливості отримати формальну освіту замолоду, але зате можливостей збирати хмиз, рубати дерева, перекочувати колоди й орудувати серед коріння, прикрашаючи свої гомілки, ступні й пальці ніг синцями, було хоч відбавляй. Deseret News (Weekly), 12 серпня 1857, с. 4. |

У 1815, коли Бригаму Янґу було 14 років, померла його мати. До 16 років Бригам Янґ став початкуючим теслею, столяром, малярем та склярем.

## Життя в церкві мормонів
Янґ прочитав Книгу Мормона, захопився ідеями мормонів і у 1832 році приєднався до них, зайнявшись місіонерською діяльністю. У 1833 році, після смерті дружини, приєднався до одновірців у м. Кертланд, штат Огайо. Янґ був ревно відданий своїй новій вірі. У лютому 1835 року він став одним з перших членів Кворуму Дванадцяти Апостолів. Під час конфліктів між мормонами й населенням штату Міссурі у 1830-х роках він втратив усе майно і зазнав багатьох поневірянь.

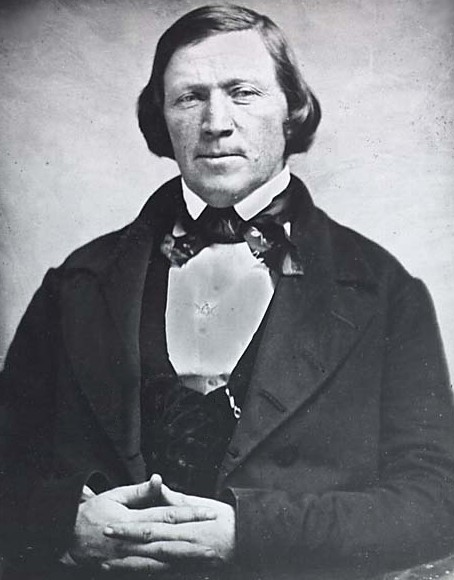
Бригам Янґ

У 1840 році він вирушив у місіонерську подорож до Англії. Багато новонавернених згодом переїхали до США й приєдналися до існуючих мормонських громад.

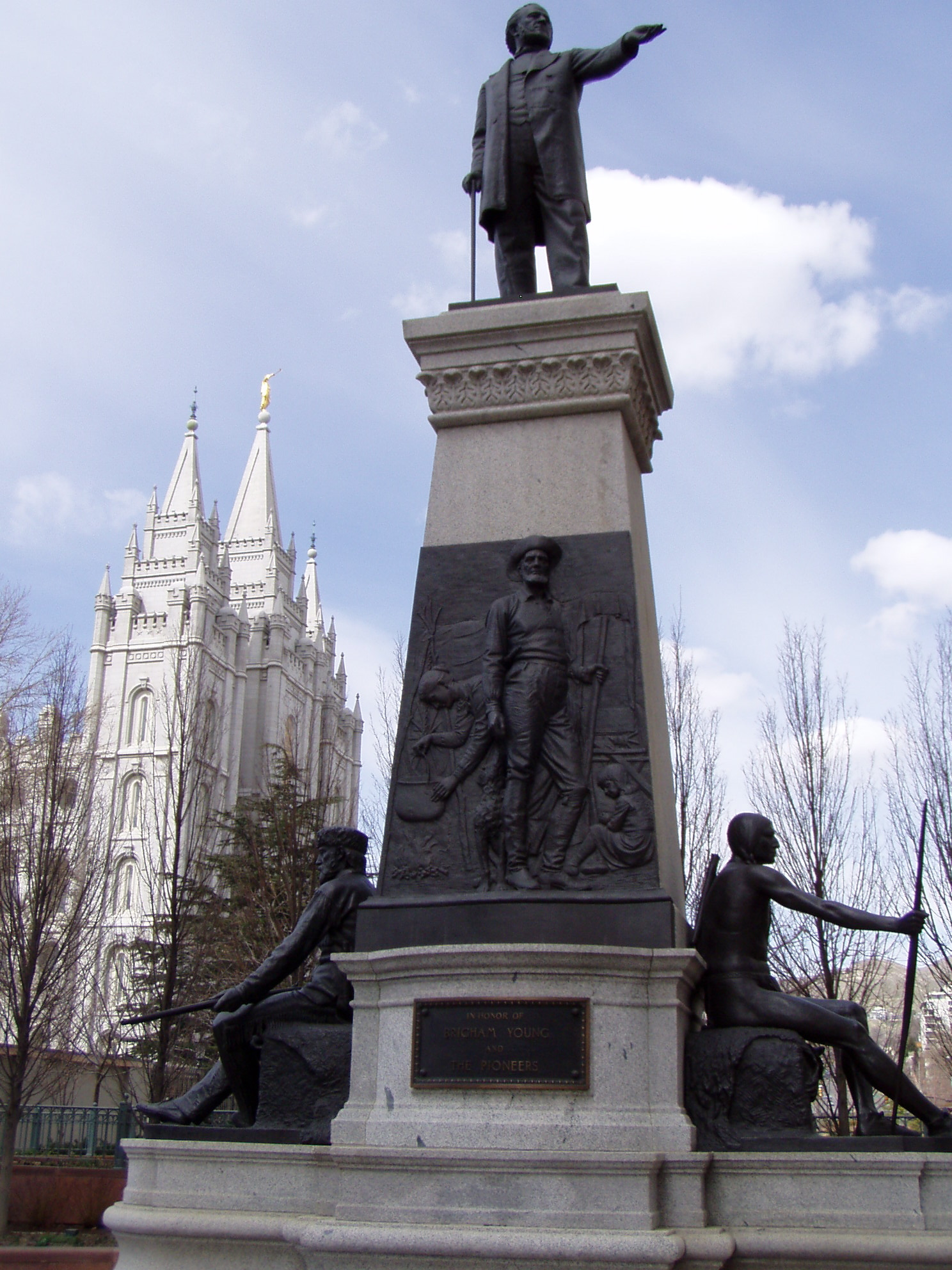
Пам'ятник Бригаму Янґу в Солт-Лейк-Сіті.

У 1844 році, після вбивства Джозефа Сміта, незважаючи на прагнення інших видних мормонів (наприклад, Сіднея Ріґдона) очолити церкву, Янґ зумів переконати громаду, що влада повинна перейти до апостолів.
У 1846—1847 роках Янґ, що став новим президентом церкви, вивів своїх послідовників у штат Юта (у той час територія Мексики), де під його керівництвом було засновано місто Солт-Лейк-Сіті яке зараз є столицею штату Юта. Засновує там також університет який існує до сьогодні й носить його ім'я.
Групи переселенців були також спрямовані у штати: Айдахо, Невада, Каліфорнія й Аризона, де мормони створили близько 350 громад і селищ. Зумів залучити в Юту близько 50 тис. переселенців з Середнього Заходу і емігрантів з Європи.
У 1849 році Янґ очолив невизнаний штат Дезерет. У 1850—1857 роках Янґ займав посаду тимчасового губернатора Території Юта, керуючи як церковними, так і світськими справами. Прагнення мормонів до незалежності й постійне ігнорування вимог федеральних чиновників привело до конфлікту з урядом США. Президент Б'юкенен вирішив призначити на пост губернатора території людину, що не належала до церкви СОД. Протистояння з федеральною владою в Юті привело до т. зв. Війни в Юті (1857-58) — у Юту була спрямована регулярна армія. Спочатку Янґ планував спалити Солт-Лейк-Сіті й утікати з послідовниками в Мексику, але в останній момент передумав і погодився залишити пост губернатора. Згодом він одержав прощення президента.
Одним із найсумніших епізодів Ютської війни була т. зв. «Різанина в Маунтін-Медоус» — у 1857 році в окрузі Вашингтон була безжалісно перебита група мирних переселенців, включаючи жінок і дітей. Провина за цей злочин була покладена на єпископа СОД Джона Д. Чи. Янґ до кінця життя залишався главою Церкви Ісуса Христа Святих останніх днів і духовним лідером мормонів. Його наступником був Джон Тейлор.

## Багатоженство
Донині Янґ залишається, напевно, найвідомішим багатоженцем. Існують відомості про більш ніж 50 жінок, які були «пов'язані» з ним як дружини, і 57 дітей від цих жінок. Для того, щоб розмістити настільки велику родину, Янґ побудував садибу «Лайон-Гауз», де в кожної жінки була окрема кімната.

## Бригам Янґ у літературі
У повісті «Етюд у багряних тонах» Артур Конан Дойль описує Бригама Янґа як владного, жорстокого, але вмілого керівника, який тримав у страху всю громаду. А Марк Твен у одному зі своїх оповідань висміює Янґа за його багатоженство.